# Liste von Söhnen und Töchtern der Stadt Little Rock
Dies ist eine Liste bekannter Persönlichkeiten, die in der US-amerikanischen Stadt Little Rock (Arkansas) geboren wurden. Die Liste erhebt keinen Anspruch auf Vollständigkeit.

## 19. Jahrhundert

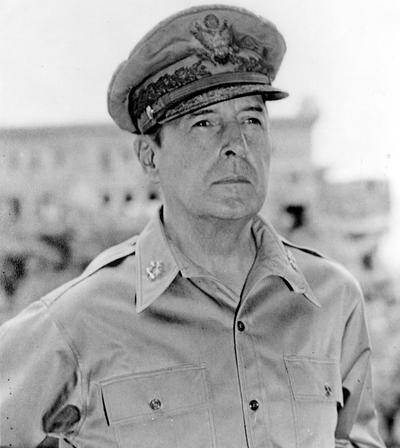
Douglas MacArthur
(1880–1964)

- Charlotte Andrews Stephens (1854–1951), erste afroamerikanische Lehrerin im Schuldistrikt Little Rock
- Gilbert M. Anderson (1880–1971), Schauspieler, Regisseur, Produzent und Drehbuchautor
- Douglas MacArthur (1880–1964), Armeegeneral
- David D. Terry (1881–1963), Politiker, Vertreter von Arkansas im US-Repräsentantenhaus
- Florence Price (1887–1953), Komponistin
- James Freeman (1891–1951), Radsportler[1]
- Brehon B. Somervell (1892–1955), kommandierender General der Army Service Forces während des Zweiten Weltkriegs
- Jay C. Flippen (1899–1971), Schauspieler
- Betty Francisco (1900–1950), Schauspielerin[2]

## 20. Jahrhundert

### 1901–1940

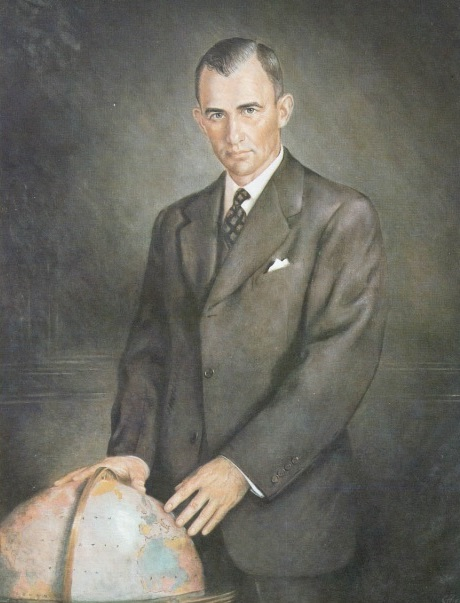
Frank Pace junior
(1912–1988)

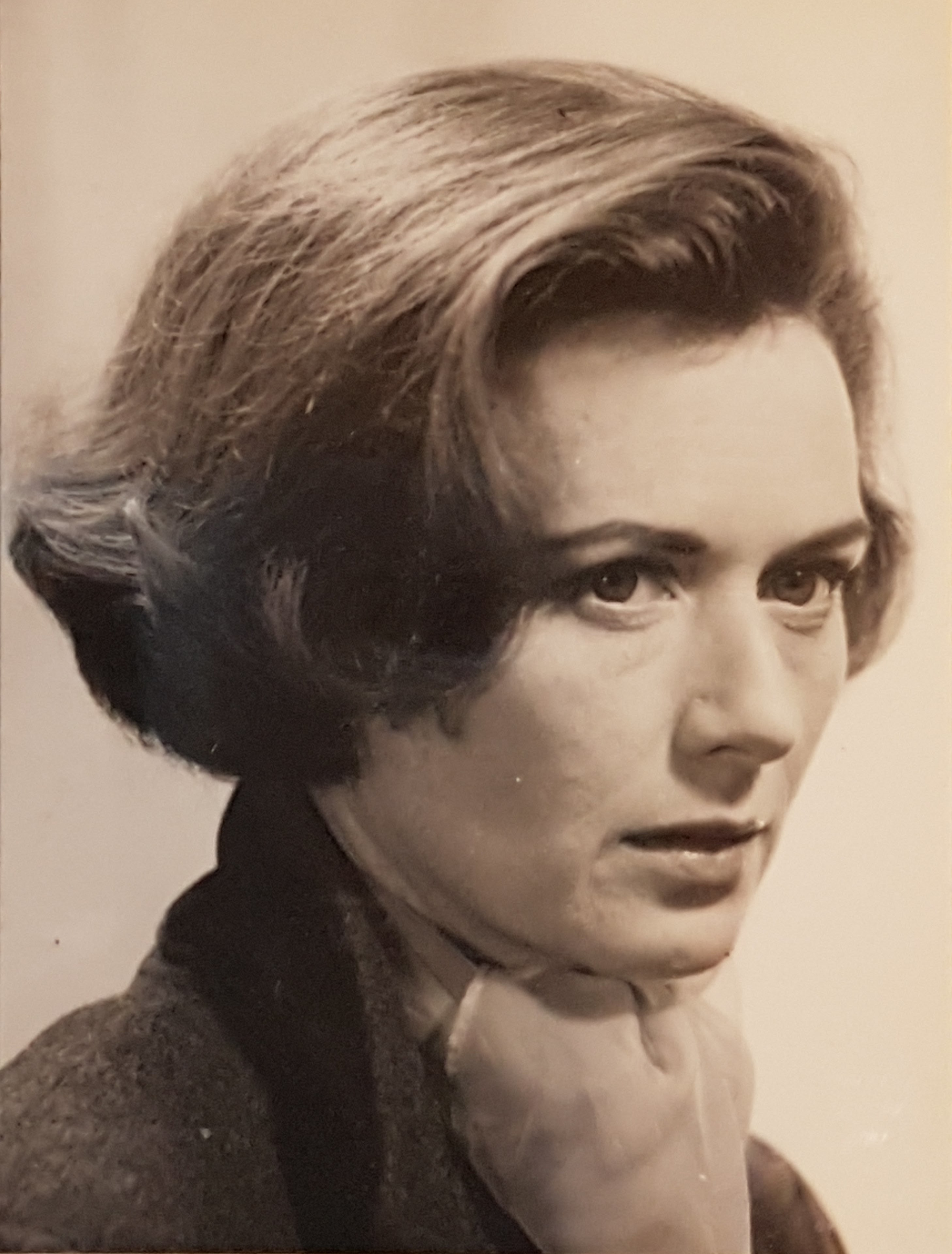
Ann Gillis
(1927–2018)

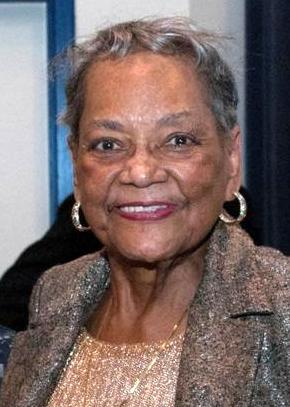
Raye Montague
(1935–2018)

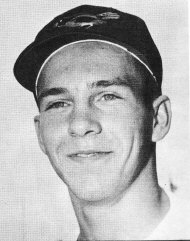
Brooks Robinson
(1937–2023)

- Volly De Faut (1904–1973), Jazz-Klarinettist und Saxophonist des Chicago-Jazz
- Snub Mosley (1905–1981), Jazzposaunist und Bandleader
- Alex Hill (1906–1937), Jazz-Pianist und Arrangeur
- Gertrude Baby Cox (1907–1966), Varieté-Künstlerin und Jazzsängerin
- Catherine Tharp Altvater (1907–1984), Malerin[3][4]
- Frank Pace junior (1912–1988), Regierungsbeamter und Geschäftsmann
- Wallace H. Coulter (1913–1998), Ingenieur, Unternehmer und Erfinder
- Scoops Carry (1915–1970), Jazzmusiker
- Ken Kavanaugh (1916–2007), American-Football-Spieler und -Trainer
- James M. McHaney (1918–1995), Rechtsanwalt und stellvertretender Chefankläger bei sechs Nürnberger Nachfolgeprozessen
- Charles Willeford (1919–1988), Literaturkritiker und Krimi-Schriftsteller
- Marjorie Stapp (1921–2014), Schauspielerin[5]
- John Merritt Young (1922–2008), Jazz-Pianist und Arrangeur
- Bobo Brazil (1924–1998), Wrestler
- Bob Cowley Riley (1924–1994), Politiker
- Johnny Bratton (1927–1993), Boxer im Weltergewicht
- Ann Gillis (1927–2018), Schauspielerin
- Don Pendleton (1927–1995), Schriftsteller
- William N. Small (1927–2016), Admiral der US Navy
- Louis McMillan (1929–2012), Ruderin[6]
- Richard Boone (1930–1999), Jazzmusiker
- Walter Norris (1931–2011), Jazzpianist
- Jim Lea (1932–2010), Sprinter
- Richard M. Moose (1932–2015), Diplomat und Wirtschaftsmanager
- Charles R. Hamm (* 1933), Generalleutnant der United States Air Force
- Charlotte Moorman (1933–1991), Musikerin
- Ben Piazza (1934–1991), Schauspieler
- Art Porter senior (1934–1993), Jazzmusiker und Musikpädagoge
- Sammy Lawhorn (1935–1990), Bluesgitarrist
- Raye Montague (1935–2018), Informatikerin
- David Levering Lewis (* 1936), Historiker und Pulitzer-Preisträger
- William L. McMillan (1936–1984), Festkörperphysiker
- Hugh Davis Graham (1937–2002), Historiker und Soziologe
- Richard Miles (* 1937), Diplomat
- Brooks Robinson (1937–2023), Baseballspieler
- Pharoah Sanders (1940–2022), Jazz-Musiker

### 1941–1970

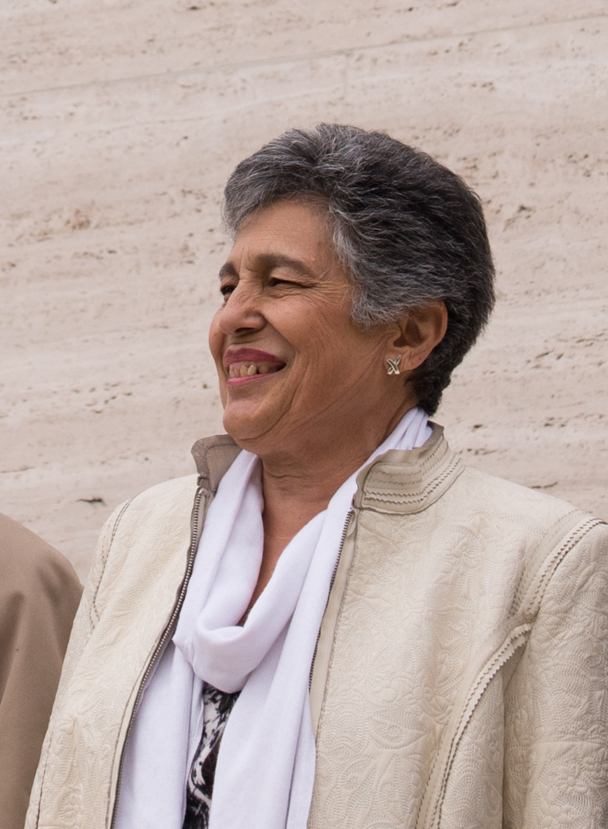
Carlotta Walls LaNier
(* 1942)

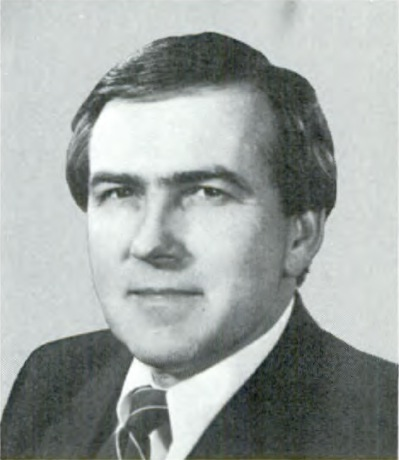
Tommy F. Robinson
(1942–2024)

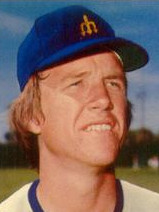
Glenn Abbott
(* 1951)

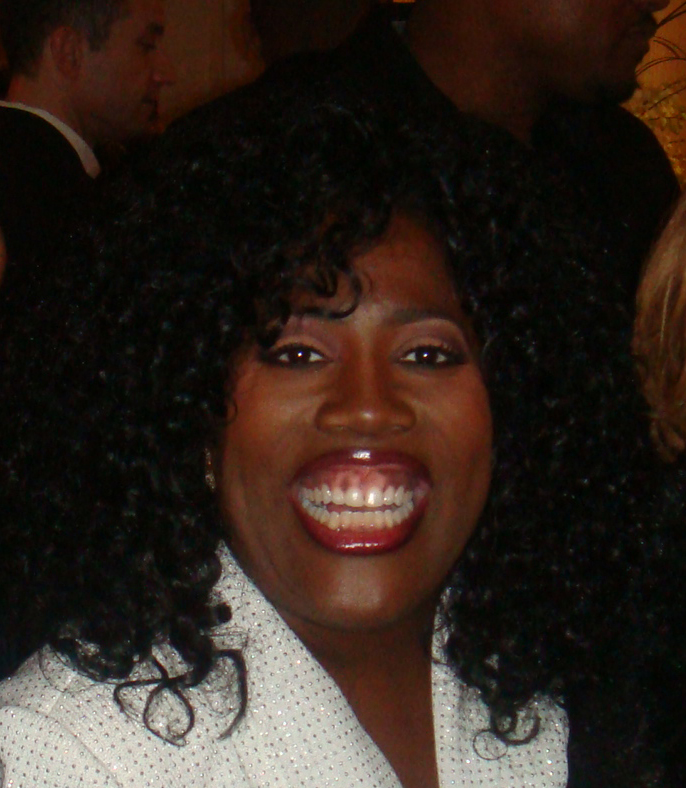
Sheryl Underwood
(* 1963)

- Melba Pattillo Beals (* 1941), Bürgerrechtlerin und Autorin
- Jim Dickinson (1941–2009), Musikproduzent, Musiker, Sänger und Songwriter
- Thomas Allan Dowling (* 1941), Mathematiker
- Elizabeth Eckford (* 1941), Bürgerrechtlerin
- Ernest Green (* 1941), Bürgerrechtler
- Terrence Roberts (* 1941), Autor und Bürgerrechtler
- Leon Russom (* 1941), Schauspieler
- Minnijean Brown Trickey (* 1941), Bürgerrechtlerin und Autorin
- Carlos Hathcock (1942–1999), Soldat und Scharfschütze des US Marine Corps
- Gloria Ray Karlmark (* 1942), Bürgerrechtlerin
- Carlotta Walls LaNier (* 1942), Bürgerrechtlerin
- Haki R. Madhubuti (* 1942), Schriftsteller und Verleger
- Jefferson Thomas (1942–2010), Bürgerrechtler
- Tommy F. Robinson (1942–2024), Politiker
- Alan Steelman (* 1942), Politiker, Vertreter von Texas im US-Repräsentantenhaus
- Gil Gerard (* 1943), Schauspieler
- Ralph Neely (1943–2022), American-Football-Spieler
- Michael Aschbacher (* 1944), Mathematiker
- Jerry Bona (* 1945), Mathematiker
- Robert Palmer (1945–1997), Musikkritiker
- John Stubblefield (1945–2005), Jazz-Tenorsaxophonist und Flötist
- Fred Tackett (* 1945), Rock-Gitarrist
- Margot Adler (1946–2014), Journalistin, Dozentin, Wicca-Priesterin, Radiojournalistin und Korrespondentin für die National Public Radio
- Rebecca Balding (1948–2022), Schauspielerin
- Joseph Nemec III (* 1948), Filmarchitekt
- Glenn Abbott (* 1951), Baseballspieler[7]
- Brent Jennings (* 1951), Schauspieler
- Walt Coleman (* 1952), NFL-Schiedsrichter
- Dona Bailey (* 1955), Informatikerin, Computerspieledesignerin und Hochschullehrerin
- Rodger Bumpass (* 1951), Schauspieler und Synchronsprecher
- Linda Jewell (1953–2019), Diplomatin, US-Botschafterin in Ecuador
- French Hill (* 1956), Politiker, Vertreter von Arkansas im US-Repräsentantenhaus
- Jeb Stuart (* 1956), Drehbuchautor, Filmregisseur und Filmproduzent
- Sidney Moncrief (* 1957), Basketballspieler und -trainer
- Keena Rothhammer (* 1957), Schwimmerin
- Melissa Scott (* 1960), Fantasy- und Science-Fiction-Autorin
- Laura Ackerman Smoller (* 1960), Historikerin
- Scott E. Parazynski (* 1961), Astronaut
- Art Porter junior (1961–1996), Jazz-Saxophonist
- Sheryl Underwood (* 1963), Schauspielerin[8]
- George Newbern (* 1964), Schauspieler
- John Kocinski (* 1968), Motorrad-Weltmeister
- David Shoemaker (* 1968), Psychologe, Autor und Thelemit

### 1971–2000
- Josh Lucas (* 1971), Schauspieler
- Corin Nemec (* 1971), Schauspieler
- Kevin Brockmeier (* 1972), Schriftsteller

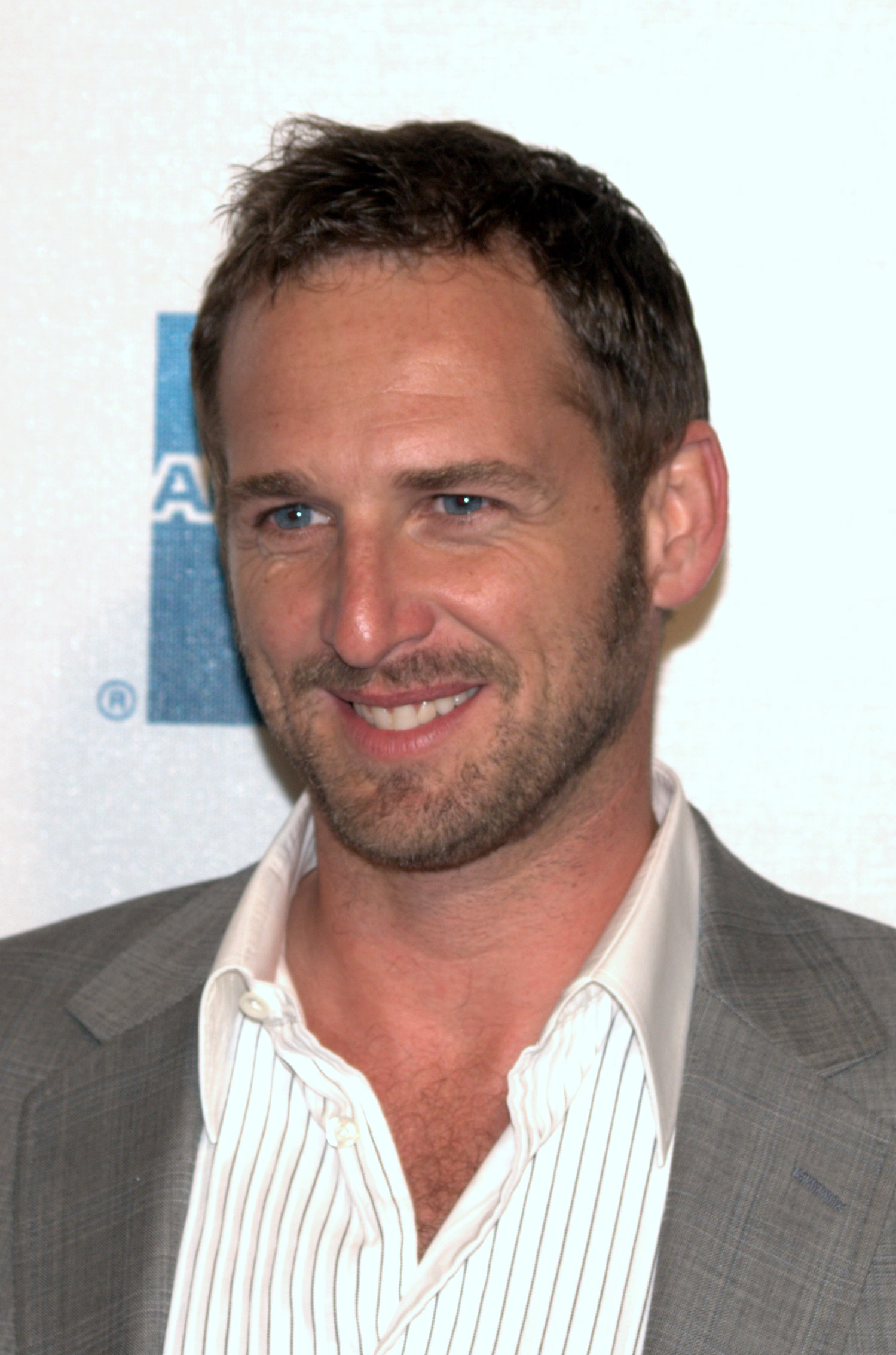
Josh Lucas
(* 1971)

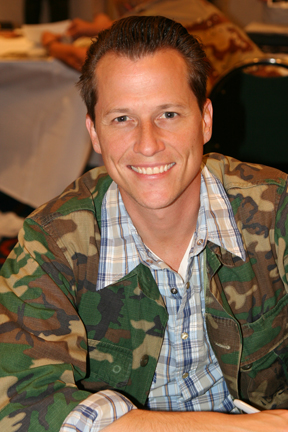
Corin Nemec
(* 1971)

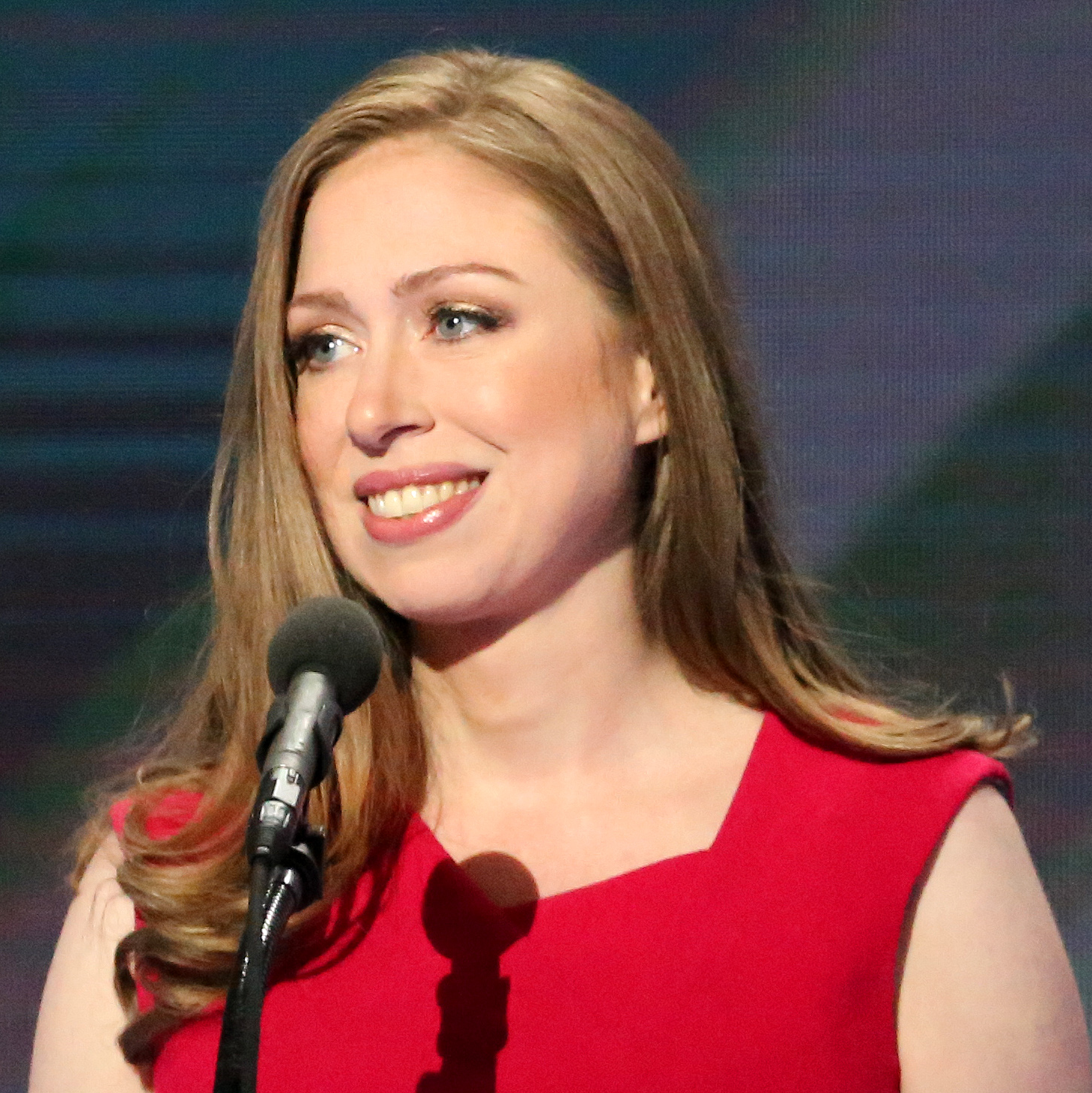
Chelsea Clinton
(* 1980)

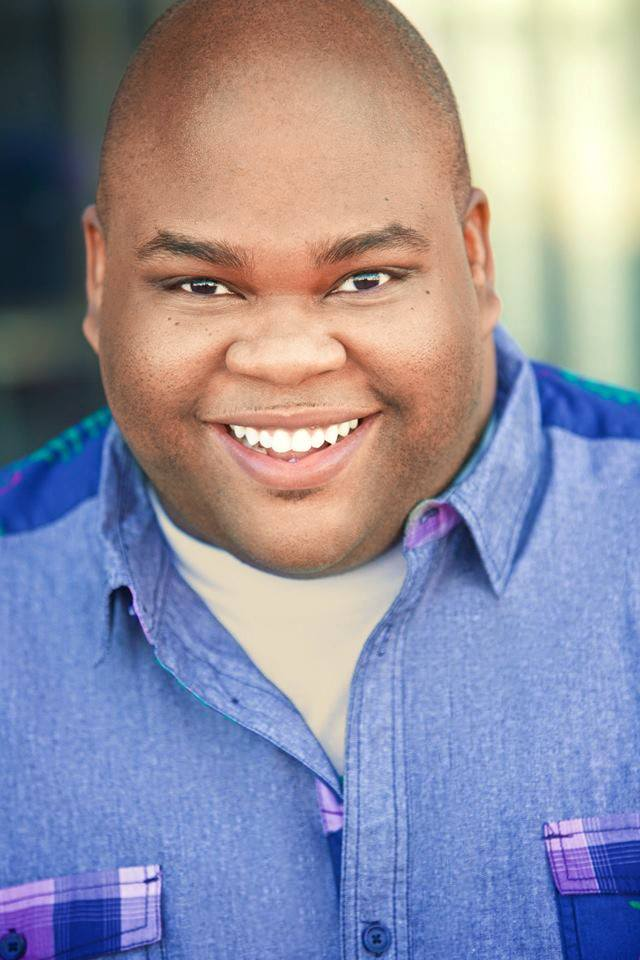
Cleo Berry
(* 1984)

- Steven Bryant (* 1972), Dirigent und Komponist
- Christopher Skinner (* 1972), Mathematiker
- Derek Fisher (* 1974), Basketballspieler bei den Los Angeles Lakers
- David Gordon Green (* 1975), Filmregisseur, Produzent und Drehbuchautor
- Karl Lane (* 1975), Basketballschiedsrichter
- Kristin Lewis (* 1975), Opernsängerin
- Tim Gill (* 1976), Basketballspieler
- Ashlie Atkinson (* 1977), Schauspielerin
- David Hodges (* 1978), Keyboarder
- Jeff Nichols (* 1978), Drehbuchautor und Regisseur
- Jermain Taylor (* 1978), Boxweltmeister
- Chelsea Clinton (* 1980), Tochter des ehemaligen US-Präsidenten Bill Clinton (* 1946)
- Joe Johnson (* 1981), Basketballspieler
- Muna Lee (* 1981), Leichtathletin
- Ben Moody (* 1981), Songschreiber, Produzent und Gitarrist
- Cleo Berry (* 1984), Schauspieler und Musicaldarsteller
- Michael Tinsley (* 1984), Hürdenläufer
- Danielle Evans (* 1985), Model[9]
- John M. Jumper (* 1985), Chemiker und Experte für Künstliche Intelligenz
- Jamaal Anderson (* 1986), American-Football-Spieler
- Darren McFadden (* 1987), American-Football-Spieler
- Travis Wood (* 1987), Baseballspieler
- Lil’ JJ (* 1990), Stand-up-Comedian und Schauspieler
- A. J. Walton (* 1990), Basketballspieler[10]
- Jessica Serfaty (* 1991), Schauspielerin und Model
- Jordan Talbert (* 1991), Basketballspieler
- Dusty Hannahs (* 1993), Basketballspieler[11]
- Hunter Henry (* 1994), Footballspieler
- Bobby Portis (* 1995), Basketballspieler
- Madre London (* 1996), American-Football-Spieler

### Geburtsjahr unbekannt
- Merideth Boswell (* 20. Jahrhundert), Szenenbildnerin
- Kelly O’Sullivan (* 20. Jahrhundert), Theater- und Filmschauspielerin, Drehbuchautorin und Filmregisseurin

## 21. Jahrhundert
- Thomas Roberts (* 2001), Fußballspieler